# Tiercé (jeu)
Pour les articles homonymes, voir Tiercé.
Le tiercé est un principe original de pari hippique, pratiqué en pari mutuel, dans lequel le parieur est invité à pronostiquer les trois chevaux arrivés en tête d’une course, soit dans l’ordre pour un gain maximal, soit dans un ordre différent. Plusieurs formules sont par ailleurs possibles (champ réduit, champ total ou bien encore combiné).
Créé en 1954, invention d’André Carrus, créateur et directeur emblématique du PMU, le tiercé s’imposa comme le roi des paris. Connaissant un large succès populaire, il lança la dynamique du PMU, appelé à devenir premier opérateur européen de paris hippiques et deuxième opérateur mondial. Le tiercé fut le premier d’une longue série de paris de combinaison et fut suivi, notamment, par le Quarté puis le Quinté +.

## Histoire
André Carrus, polytechnicien, cousin de Pierre Aboulker et José Aboulker, animateur de la Compagnie du Pari Mutuel, partenaire historique des Sociétés de courses hippiques pour l’exploitation du pari mutuel est à l’origine de la création en 1930 du PMU, contributeur essentiel au financement de la filière hippique.
Les Sociétés de Courses, soucieuses de développer les moyens d’encouragement à l’élevage, demandèrent en 1953 à la direction du PMU d’étudier les mesures propres à accroître le volume des enjeux recueillis.
Déjà, en 1950, le pari Couplé consistant à combiner 2 par 2 les chevaux d’une même épreuve, avait permis de tripler en trois ans le volume des enjeux du PMU. S’appuyant sur cette constatation, André Carrus suggère de renforcer la difficulté en conviant les parieurs à désigner les chevaux classés aux trois premières places d’une épreuve choisie. Ainsi naquit le Tiercé dont le nom lui a été inspiré par celui de la commune d'où était originaire sa famille.[réf. nécessaire] Mais ce mode de pari, aussi attrayant soit-il (et les résultats dès le début confirmèrent l’engouement du public), n’aurait jamais connu le succès que l’on sait s’il n’avait aussi découvert le procédé simple et facile permettant aux parieurs d’enregistrer leurs paris en un minimum de temps et aux services régionaux et centraux de les traiter et contrôler efficacement. Avec le tiercé, le « bordereau perforé », la « pince à encocher », les « valideuses » et les « aiguilles à trier » étaient nés.
Le tiercé entama sa carrière à Paris le 22 janvier 1954 dans le Prix Uranie. Le volume des enjeux du PMU connut un boom : de 50 millions d’euros, dernière année avant le tiercé, il passa à 203 millions d’euros en 6 ans, pour atteindre les 2 300 millions d’euros en 1980.
La petite histoire voudrait qu'André Carrus ait développé le tiercé en passant devant une petite quincaillerie de Boulogne-Billancourt où l'un des employés (un certain Guy Lux) avait mis en place un système de pari mutuel avec récompenses en bons d'achat dans le magasin.
Le 17 juin 1956, Georges de Caunes commente la première course du tiercé diffusée à la télévision. Léon Zitrone, qui commente depuis la même époque des retransmissions de courses hippiques, en devient le commentateur régulier à partir de 1959.
Au début des années 1960, les règles du tiercé relatives au montant des mises sont changées plusieurs fois par décret ministériel, afin de tenter de contrecarrer les stratégies trouvées par Patrice des Moutis, qui rafle la mise fréquemment, notamment en jouant toutes les combinaisons probables. Un premier décret limite à 25 le nombre de fois qu'un ticket peut jouer une combinaison de chevaux ; ce décret souffrant d'une faille (que des Moutis fait remarquer à André Carrus lui-même), qui est que l'on peut simplement jouer plus de tickets, la règle limite alors le nombre de tickets qui peuvent être validés par un point PMU. Des Moutis joue alors dans 92 points PMU différents pour le tiercé de Vincennes du 1er janvier 1962, et remporte une somme colossale, qu'il fait inscrire sur un chèque au porteur remis par André Carrus lui-même. La règle devient alors qu'un même parieur ne peut parier plus de 60 nouveaux francs au total, ce qui empêche ce genre de stratégies ; des Moutis fut par la suite impliqué dans une affaire de paris truqués.

## Inventions
Le nombre T de combinaisons distinctes possibles croît rapidement avec le nombre n de partants puisqu’il se calcule par la formule T = n x (n-1) x (n-2). C’est ainsi que pour dix partants, T est égal à 720 combinaisons et, pour 20 partants, il atteint 6 840 combinaisons. Trouver dans l’ordre exact d’arrivée les trois premiers chevaux d’une course de 20 partants s’avère un problème aussi difficile que de trouver le gagnant d’une hypothétique course hippique de 6 840 partants.
Originellement, le parieur ayant désigné le cheval classé premier recevait un rapport gagnant théorique égal à 20 fois sa mise (pour 20 partants). Le parieur ayant désigné les deux premiers chevaux de la course recevait un rapport théorique couplé égal à 380 fois sa mise. Mais celui qui désignait dans l’ordre exact les trois premiers chevaux de la course se voyait attribuer un rapport tiercé de 6 840 fois sa mise.
Le nouveau pari offrait donc aux parieurs l’espérance de rapports encore plus substantiels que ceux du pari couplé, déjà très apprécié du public. En raison de la difficulté du problème, André Carrus suggérait l’adoption d’un « rapport de consolation » aux parieurs qui auraient désigné les trois premiers chevaux de la course dans le désordre, ce rapport devant au maximum être de 1/5e du rapport correspondant à l’ordre exact d’arrivée.
Convaincue du succès certain que ne manquerait pas de susciter ce nouveau mode de pari, la direction du PMU conseilla de choisir comme course devant servir de support une épreuve bien dotée, comportant autant que possible un nombre élevé de partants et dont les conditions donneraient à chaque concurrent des chances sensiblement équivalentes.
Testé en région parisienne, le tiercé rencontra aussitôt la faveur du public et fut étendu à toutes les régions. Soucieux de réduire les longues files d’attente dans les bureaux du PMU, André Carrus instaura dès 1957 un système « self-service » constitué par des bordereaux perforés permettant aux parieurs, après avoir préparé eux-mêmes leurs paris, de les faire rapidement enregistrer par simple estampillage. Parallèlement, un système de formule combinée leur permettant d’enregistrer sur un même ticket tous les tiercés pouvant être formés fut offert comme facilité complémentaire aux parieurs. Toutes ces inventions de modernisation permirent de multiplier par cent le nombre de paris enregistrés lors d’une même période.

## Prélèvements et retombées financières
Les prélèvements exercés sur le tiercé se sont accrus parallèlement au volume des enjeux. Ils ont ainsi procuré à la filière hippique ainsi qu’à l’État, des ressources considérables permettant l’amélioration de l’élevage des chevaux français ainsi que des dotations de courses élevées favorisant le prestige international des courses françaises.
Le taux de prélèvement actuel au PMU (Déduction opérée proportionnellement aux enjeux au pari mutuel sur et hors les hippodromes en application de l'article 20) est de 35,65 %.